# Мустово
Мустово — деревня в Копорском сельском поселении Ломоносовского района Ленинградской области.

## История

План деревни Мустово. 1938 год

Согласно топографической карте 1938 года деревня называлась Мустова и насчитывала 8 крестьянских дворов.
Деревня Мустово учитывается областными административными данными с 1 января 1953 года в составе Калищенского сельсовета Ломоносовского района.
С 1960 года в составе Устьинского сельсовета.
С 1963 года в составе Гатчинского района.
С 1965 года вновь в составе Ломоносовского района. В 1965 году население деревни Мустово составляло 91 человек.
По данным 1966 и 1973 годов деревня Мустово также входила в состав Устьинского сельсовета.
По данным 1990 года деревня Мустово находилась в административном подчинении Сосновоборского городского совета.
В 1997 году в деревне Мустово Сосновоборского горсовета постоянного населения не было, в 2007 году — проживал 1 человек.

## География
Деревня расположена в западной части района на автодороге 41А-007 (Санкт-Петербург — Ручьи), к северу от административного центра поселения, села Копорье.
Расстояние до административного центра поселения — 9 км.
Ближайшая железнодорожная станция — Копорье, с пассажирским сообщением — Калище.
Деревня находится на правом берегу реки Систа.

## Демография
| 2002 | 2007 | 2010 | 2017 |
| ---- | ---- | ---- | ---- |
| 3    | ↘1   | ↗37  | ↘35  |

## Улицы
Пограничная, Правобережная.